# Codex Harleianus 1775
El Codex Harleianus 1775 és un manuscrit uncial del segle vi del Nou Testament. Està escrit en llatí, sobre pergamí, amb lletres uncials, i es conserva a la British Library (Harley 1775) a Londres.
El còdex conté 468 fulles de pergamí (17,7 x 12,0 cm). Es tracta d'un manuscrit de la Vulgata.